# Myotis atacamensis
Myotis atacamensis је врста слепог миша из породице вечерњака (лат. Vespertilionidae).

## Распрострањење
Врста има станиште у Перуу и Чилеу.

## Станиште
Врста Myotis atacamensis има станиште на копну.

## Угроженост
Ова врста је на нижем степену опасности од изумирања, и сматра се скоро угроженим таксоном.

### Популациони тренд
Популациони тренд је за ову врсту непознат.